# Sept-Vents

Sept-Vents este o comună în departamentul Calvados, Franța. În 1 ianuarie 2018 avea o populație de 458 de locuitori.